# Blankoindossament
Blankoindossament ist im Wertpapierrecht ein Indossament, das bei Orderpapieren die einfache Übertragung durch Einigung und Übergabe ermöglicht und lediglich aus der Unterschrift des Übertragenden besteht.

## Allgemeines
Orderpapiere sind nicht einheitlich in einem Gesetz geregelt, sondern die gekorenen Orderpapiere im Handelsgesetzbuch (HGB) und die geborenen Orderpapiere im Aktiengesetz (AktG), Wechselgesetz (WG) und Scheckgesetz (SchG). Alle Orderpapiere können in der Regel nur durch Indossamente übertragen werden (Art. 11 Abs. 1 WG). Legitimierter Inhaber und Eigentümer des Orderpapiers ist demgemäß, wer sich anhand einer lückenlosen Kette von Indossamenten, die auf den Aussteller des Orderpapiers zurückzuführen sein muss, ausweisen kann. Indossamente sind rechtsgeschäftliche Übertragungsvermerke, die eine Übertragung des Wertpapiers in der Regel nur durch Anbringen eines weiteren Indossaments ermöglichen. Indossant ist der Aussteller des Indossaments, Indossatar der neue Gläubiger des Orderpapiers. Durch Indossamente wird die Verkehrsfähigkeit der Orderpapiere eingeschränkt, weil für eine Übertragung ein weiteres Indossament anzubringen ist und der Indossatar die Lückenlosigkeit der Indossamentenkette prüfen muss. Um die Verkehrsfähigkeit für Orderpapiere zu erhöhen, musste ein gesetzlich zulässiger Weg gefunden werden.

## Form und Wirkung des Blankoindossaments
Das Gesetz lässt ausdrücklich auch das Blankoindossament zu. Wird nämlich der Name des Indossatars nicht angegeben, handelt es sich um ein Blankoindossament (Art. 13 Abs. 2 WG, Art. 16 Abs. 2 SchG); es besteht in der bloßen Unterschrift des Indossanten. Jeder Inhaber eines blanko-indossierten Orderpapiers gilt dann als Berechtigter, weitere Indossamente sind nicht mehr erforderlich. Das Blankoindossament durchbricht auch nicht die Lückenlosigkeit einer vorhandenen Indossamentenkette. Steht ein Blankoindossament allein oder am Ende einer ununterbrochenen Indossamentenkette, so ist der jeweilige Inhaber der Eigentümer (Art. 16 Abs. 2 WG). Daher kann ein mit Blankoindossament versehenes Orderpapier durch bloße Einigung und Übergabe übereignet werden, ohne dass es einer erneuten Indossierung bedarf (Art. 14 WG). Das Blankoindossament verwandelt deshalb sämtliche Orderpapiere in „technische“ Inhaberpapiere. Das Gesetz stellt die Orderpapiere den Inhaberpapieren gleich, wenn sie mit einem Blankoindossament versehen sind (§ 234 BGB für die Sicherheitsleistung, § 1084 BGB bei verbrauchbaren Sachen, § 1814 Satz 3 BGB für die Hinterlegung oder § 2116 Abs. 1 Satz 3 BGB im Erbrecht).

## Blankoindossamente in der Praxis
Alle technisch indossablen Wertpapiere können mit Blankoindossament versehen werden. Dazu gehören alle geborenen Orderpapiere und die gekorenen Orderpapiere, sofern sie vom Aussteller mit einer positiven Orderklausel versehen worden sind. Die Blankoindossamente spielen in der Wirtschaftspraxis dort eine Rolle, wo die an sich weniger verkehrsfähigen Orderpapiere durch bloße Einigung und Übergabe fungibler ausgestaltet werden sollen. Das ist beim Wechsel der Fall, insbesondere ist jedoch die Verbesserung der Verkehrsfähigkeit bei börsengängigen Orderpapieren erforderlich. Dazu gehören die Namensaktie und die Orderschuldverschreibung. Als geborenes (Namensaktie) oder gekorenes Orderpapier
(Orderschuldverschreibung) können sie an sich nur durch Indossament übertragen werden. In § 68 Abs. 3 AktG wird die Aktiengesellschaft verpflichtet, die Lückenlosigkeit dieser Indossamentenkette zu prüfen. Das entfällt bei einem Blankoindossament, denn hierdurch werden Orderpapiere austauschbar und vertretbar und können wie ein Inhaberpapier an der Börse gehandelt werden. In § 5 Abs. 1 der Börsenzulassungs-Verordnung wird nämlich die freie Handelbarkeit von Effekten zur Voraussetzung für die amtliche Börsennotierung gemacht. Nach den lokalen Börsenordnungen sind Namensaktien wiederum nur lieferbar, wenn die letzte Übertragung (§ 68 Abs. 2 AktG) – und nur diese – durch ein Blankoindossament ausgedrückt ist (§ 30 Abs. 1 Bedingungen für Geschäfte an der Börse Berlin). Neben dieser Börsenfähigkeit ist zusätzlich noch Sammeldepotfähigkeit erforderlich, die gemäß § 5 Abs. 1 DepG durch Vertretbarkeit nach § 91 BGB erreicht wird.
Auch vinkulierte Namensaktien sind geborene Orderpapiere und können nur mit der Zustimmung des Emittenten übertragen werden (§ 68 Abs. 2 AktG). Die erforderliche Zustimmung zur Übertragung schränkt lediglich die Transportfunktion des Indossaments ein, ändert jedoch nicht den Charakter als Orderpapier. Die Formularpraxis der Emittenten sieht jedoch in aller Regel die Zession als Übertragungsform vor. Dann bedarf es zur Übertragung einer vinkulierten Namensaktie neben der Zustimmung des Emittenten auch einer Zession. Damit werden vinkulierte Namensaktien zu „technischen“ Rektapapieren. Um sie börsenfähig zu machen, ist eine Blankozession erforderlich, die die vinkulierte Namensaktie zu einem „technischen“ Inhaberpapier macht.